# Oberdürnbach
Oberdürnbach ist eine Ortschaft und Katastralgemeinde der Stadtgemeinde Maissau in Niederösterreich sowie eine ehemalige Gemeinde.

## Geographie
Der Ort liegt unterhalb des Anstieges zum Waldviertel in einer Talenge des Dürnbaches und ist über die Landesstraße L50 zu erreichen.

## Geschichte

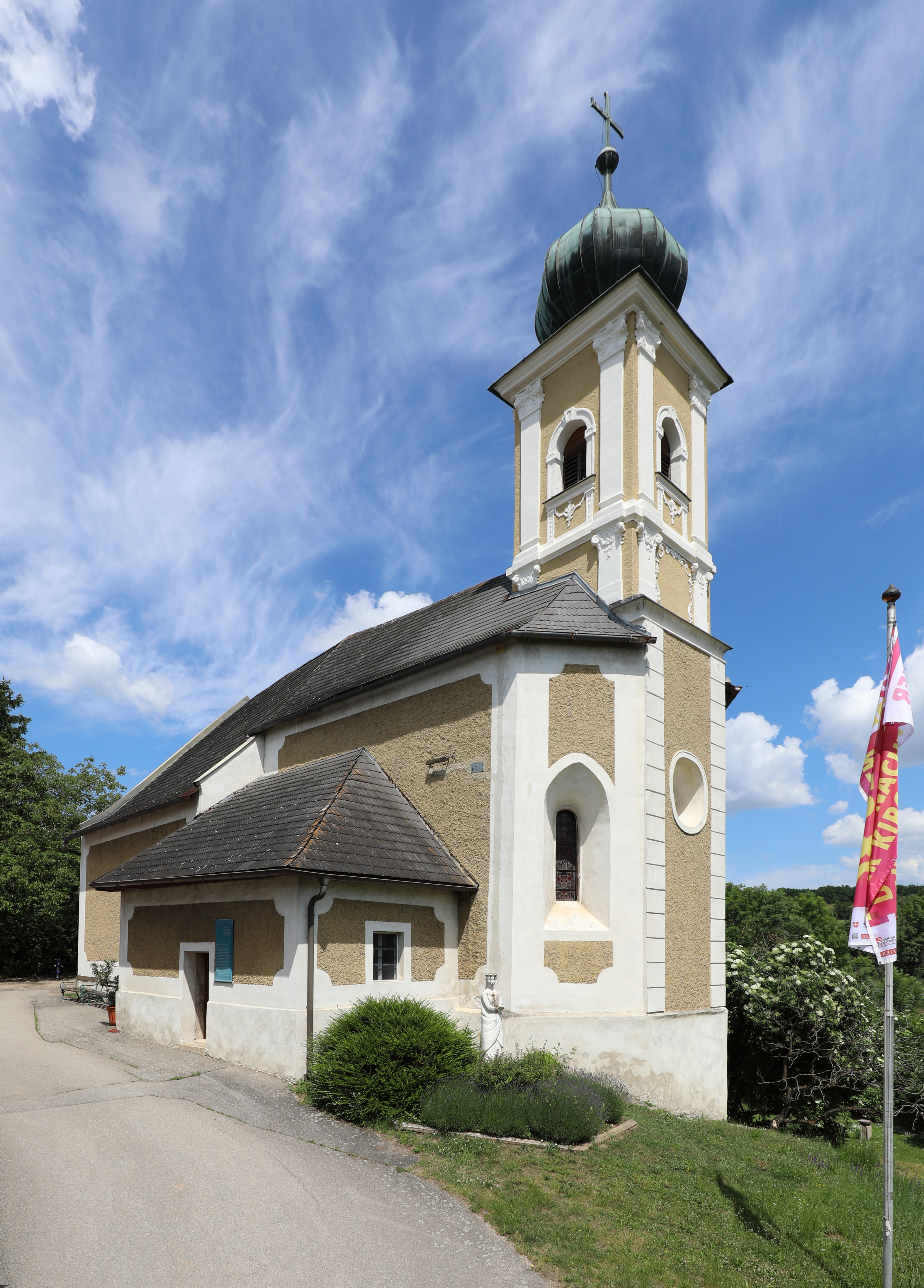
Filialkirche hl. Katharina in Oberdürnbach

Die Herren von Ober-Dürnbach, die dem österreichischen Landadel angehörten, hatten hier ihren 
Edelsitz. Im 14. Jahrhundert wurde von Ullrich von Dürrenpeckh die Burgkapelle errichtet, die heute als Pfarrkirche Oberdürnbach dient. Die Pfeifen der Orgel wurden vor dem Jahr 1678 hergestellt und sind damit die ältesten in Europa. Im Jahr 1822 wurde der Ort als Dorf mit 45 Häusern genannt, das nach Maissau eingepfarrt war und die Kinder in Unterdürnbach eingeschult wurden. Die Herrschaft Maissau besaß die Ortsobrigkeit und besorgte die Konskription. Die Landgerichtsbarkeit wurde von der Herrschaft Limberg ausgeübt. Die Untertanen und Grundholde des Ortes gehörten den Herrschaften Maissau, Limberg und Walkenstein. Nach den Reformen 1848/1849 konstituierte sich Oberdürnbach 1850 zur selbständigen Gemeinde und war bis 1868 dem Amtsbezirk Ravelsbach zugeteilt. Laut Adressbuch von Österreich waren im Jahr 1938 in der Ortsgemeinde Oberdürnbach ein Gastwirt, ein Bienenzüchter, zwei Gemischtwarenhändler, ein Schuster und einige Landwirte ansässig. Zudem wurde von der Gewerkschaft Walter im Steinbruch Kieselgur abgebaut. Am 1. Jänner 1970 erfolgte aus finanziellen und wirtschaftlichen Überlegungen heraus die Gemeindezusammenlegung mit Maissau.

## Kirche
Die Filialkirche hl. Katharina ist eine ehemalige gotische Burgkapelle aus dem Jahre 1339 mit Ostturm und barockem Langhauszubau.

## Kultur
In der ehemaligen Volksschule, die dem Komponisten Gottfried von Einem als Wohnhaus diente, wurde das Gottfried-von-Einem-Haus eingerichtet und jährlich werden Konzerte veranstaltet. Dieses Haus schenkte Lotte Ingrisch nach dem Tod ihres Mannes der Gemeinde Maissau.

## Persönlichkeiten
- Gottfried von Einem (1918–1996), österreichischer Komponist, lebte und verstarb in Oberdürnbach